# Evangelický kostel (Šumperk)
Evangelický kostel v Šumperku je novogotickou stavbou z 2. poloviny 19. století. Byl vybudován německou evangelickou církví augsburského vyznání.

## Historie
Sbor šumperských evangelíků, převážně německé národnosti, se snažil získat vlastní duchovní správu, což vedlo v 60. letech 19. století ke sbírkové akci nadace Gustava Adolfa. V r. 1866 byl zakoupen pozemek pro výstavbu kostela z prostředků získaných nadací i od obyvatel Šumperka a okolí. Přispěl i rakouský císař František Josef I. a německý císař Vilém I. Už v roce 1869 došlo k položení základního kamene. Kostel byl postaven podle návrhu Ing. Wenzela Knapka, stavbu vedl místní stavitel Josef Bayer. Novostavba byla slavnostně vysvěcena 28. června 1874. V roce 1883 byly instalovány varhany a v r. 1886 zavěšen zvon do malé věžičky. V roce 1887 přistavěna sakristie. K dalším úpravám došlo na začátku 20. století, kdy byla dokončena větší kostelní věž podle návrhu vídeňského architekta Georga Bergera (r. 1908) a pořízeny věžní hodiny (r. 1910) Georg Berger navrhl ve dvacátých letech 20. století rovněž úpravu interiéru kostela do dnešní podoby. Základní kámen k postavení fary byl položen v r. 1928. Po druhé světové válce byl farní sbor Německé evangelické církve v Šumperku zrušen a církevní budovy převzala Českobratrská církev evangelická. V roce 1949 proběhla generální oprava kostela a ve druhé polovině 20. století byl kostel ještě několikrát opravován. V roce 1963 byly instalovány nové varhany firmou Rieger-Kloss z Krnova, v roce 2003 byla provedena generální oprava těchto varhan. Věžní hodiny byly opraveny roku 2011. 

## Popis kostela
Kostel je novogotickou stavbou postavenou na půdorysu maltézského kříže. Původně měl jen malou vížku nad průčelím, která byla nahrazena čtyřbokou věží s ochozem a hodinami, zakončenou střechou ve tvaru vysokého štíhlého jehlanu. Rozlehlá farní budova tvoří s kostelem celek, propojený zahradou. 

## Galerie

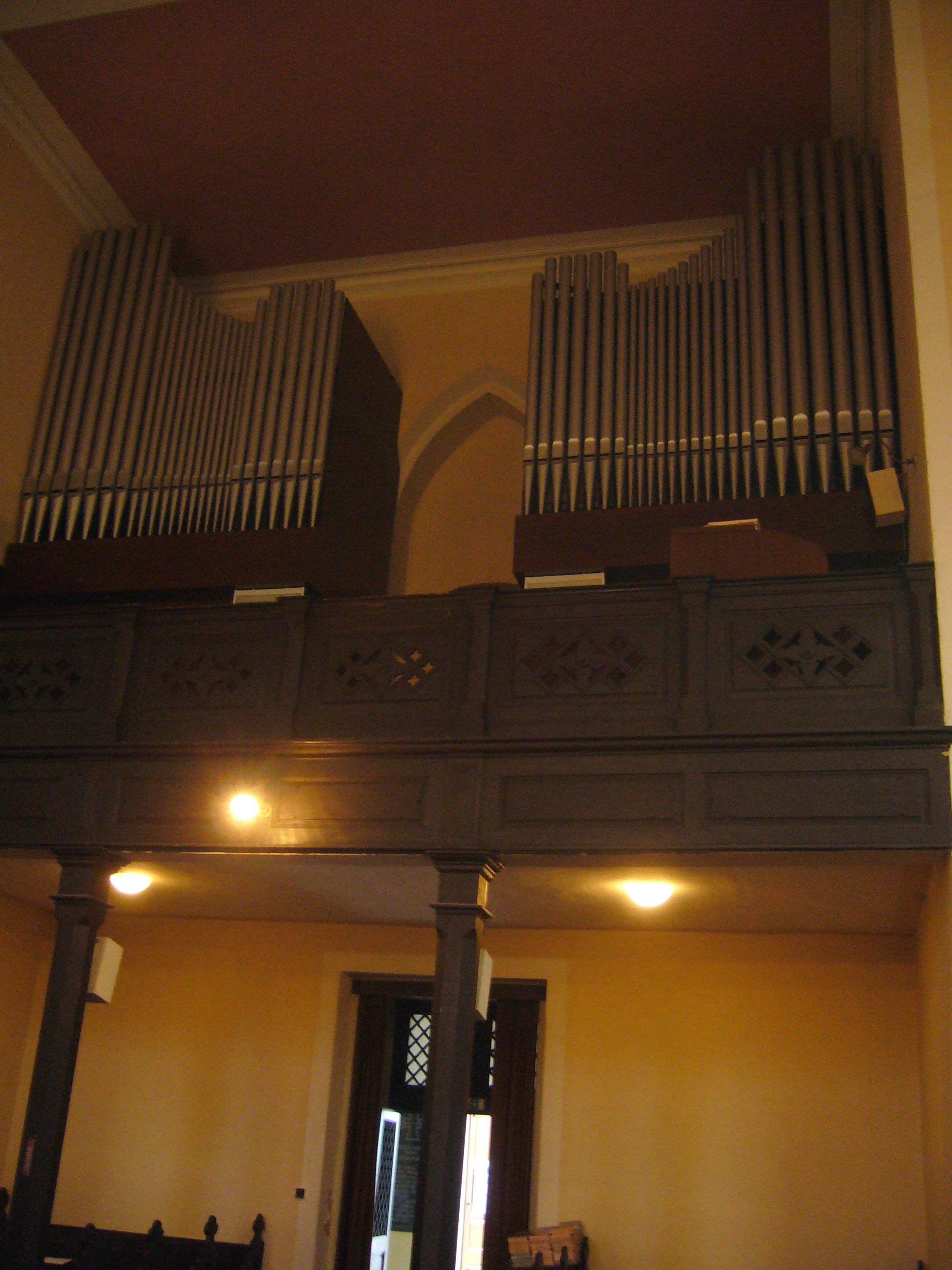
Evangelický kostel - kůr s varhanami
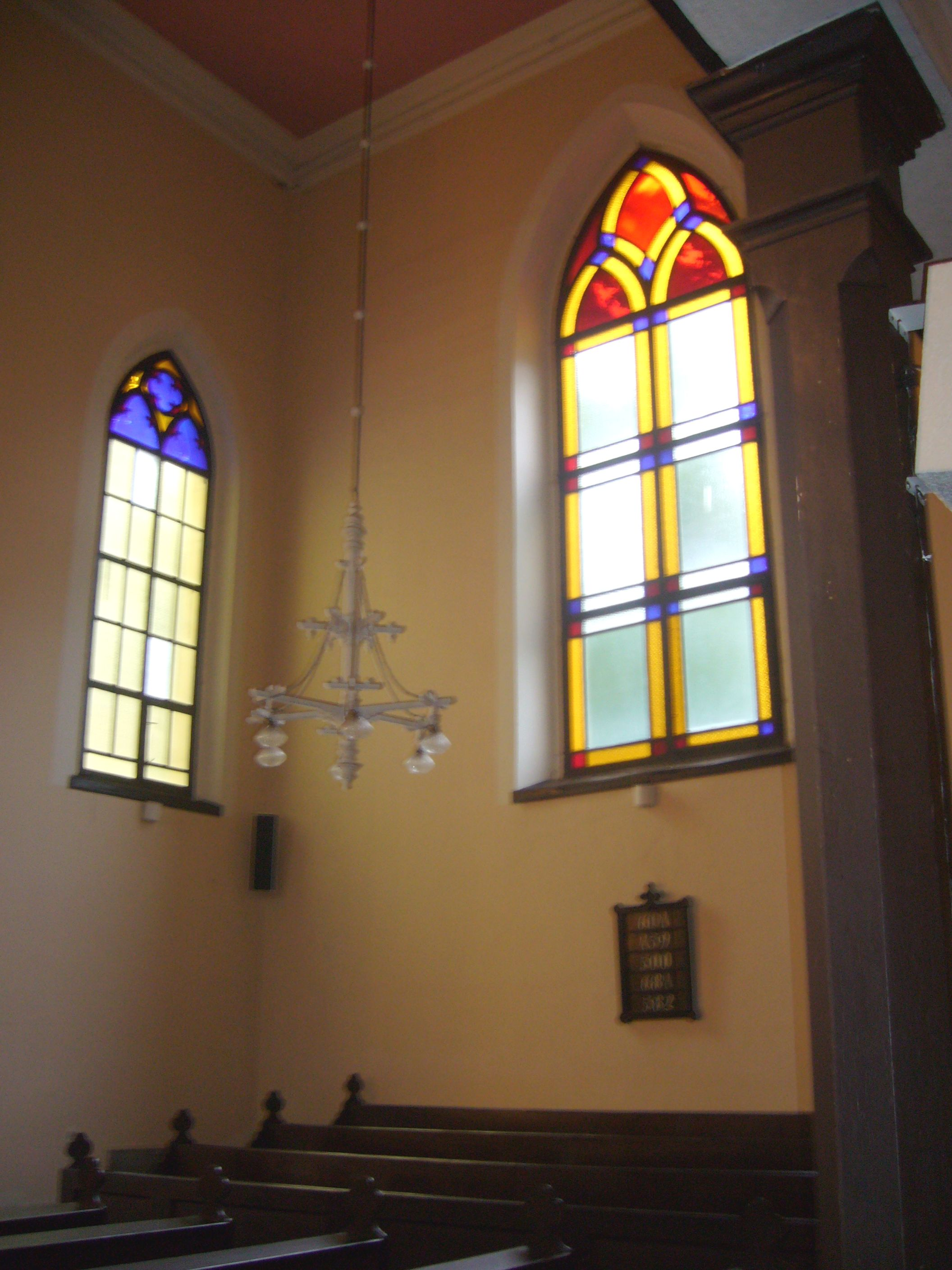
Interiér Evangelického kostela v Šumperku
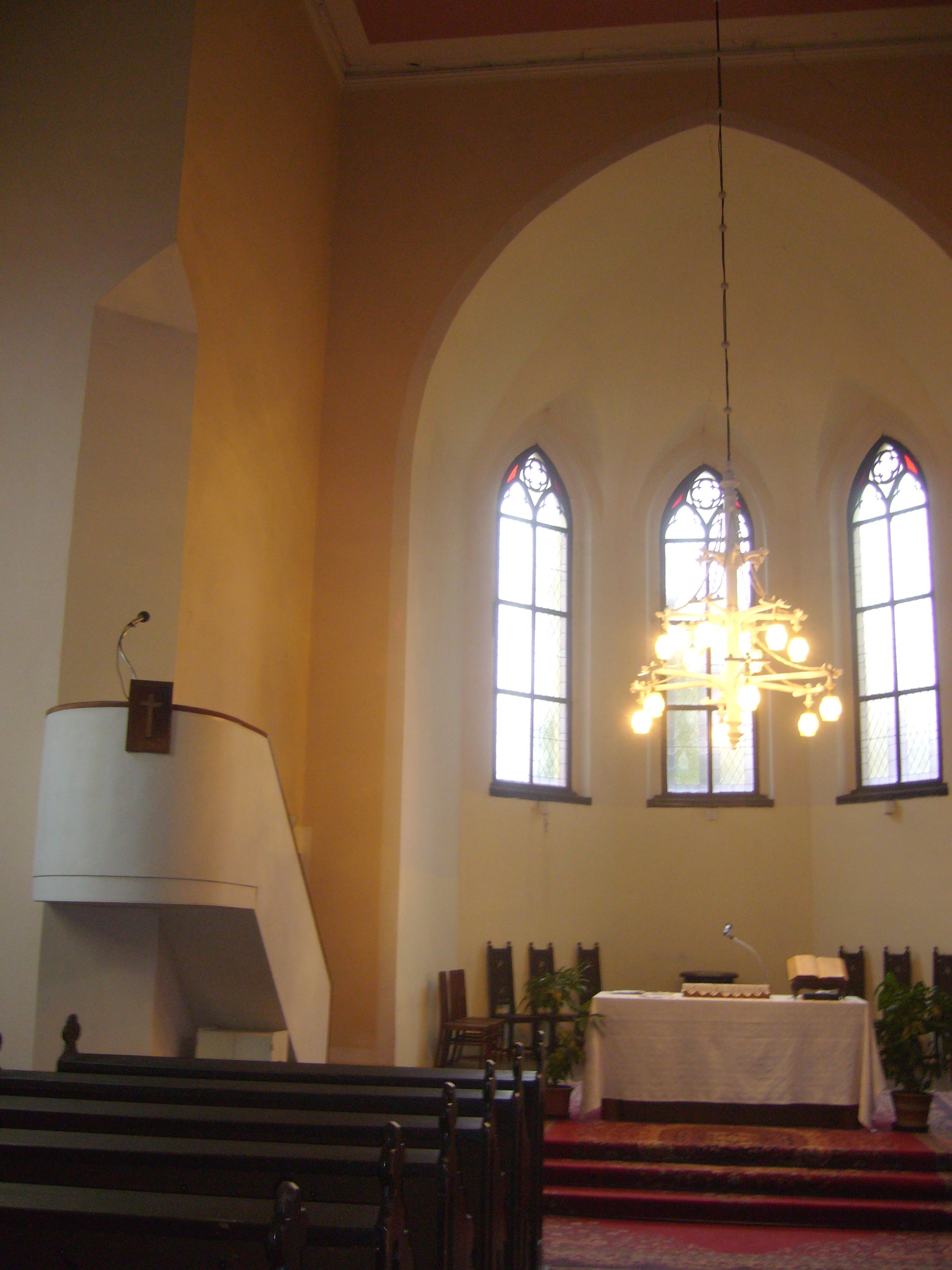
Interiér Evangelického kostela v Šumperku